# 准角石蛾属
准角石蛾属（学名：Parastenopsyche），也称拟角石蛾属，为角石蛾科的一个属。

## 下属物种
本属包括以下物种：
- 朝鲜准角石蛾 Parastenopsyche coreana Kuwayama, 1930